# Ljubomir Magaš
Ljubomir Magaš, poznatiji pod pseudonimom Ljuba Zemunac (Beograd, 27. svibnja 1948. — Frankfurt, 10. studenog 1986.), bio je beogradski kriminalac i jedna od najpoznatijih osoba jugoslavenskog podzemlja.

## Životopis
Rođen je u Zemunu u obitelji Šime Magaša, podrijetlom iz Vinjerca pored Zadra i Rose, rođene Ćurčić, a s obitelji kasnije seli u beogradsku općinu Zvezdaru. Sa šest godina ostao je bez oca, koji se rastao od njegove majke. Učio je auto-limarski zanat, ali ga nije završio. Radio je jedno vrijeme u pogonu IMT u Dobanovcima. U policiji je prvi put registriran 1964. godine, kao napasnik. U narednih nekoliko godina često je privođen uglavnom zbog sitnih krivičnih dijela: grebanja automobila, prijetnji, tuča, otmica torbi. Na Zvezdari se počinje baviti amaterskim boksom i uličnim tučama. Sud u Beogradu mu je 1965. odredio kazneno popravnu mjeru i poslao ga u Dom za maloljetne prijestupnike u Nišu. Godine 1967. je u jednoj tuči na Tehnološkom fakultetu teško prebio studenta Vladimira Vučkovića, pa je u strahu od policije, prvi put pobjegao u Austriju. Iste godine kada se vratio natrag osumnjičen je da je zajedno s Radetom Ćaldovićem Ćentom i Zoranom Milosavljevićem Robijom silovao jednu djevojku. Za ovo djelo je dobio tri godine zatvora u Srijemskoj Mitrovici. Dvije godine robije je proveo u zatvoru u Srijemskoj Mitrovici. Ubrzo nakon izlaska iz zatvora u ožujku 1971. godine našao se na Interpolovoj tjeralici zbog krađe automobila. Istog trenutka kada je izdata tjeralica, Magaš se našao u bijegu zajedno s prijateljem Đanijem s kojim bježi u Italiju. Sedamdesetih godina 20. stoljeća je boravio u zapadnoj Europi gdje se bavio pljačkama i iznudama. Osumnjičen je za ubojstvo Veljka Krivokapića 27. listopada 1978. u kafiću "Hautpnost" u Beču. Ubio ga je Goran Vuković zvani Majmun ispred županijskog suda u Frankfurtu.

## Vanjske poveznice
- Politika: "Crni pipci po celoj Evropi" (srp.)
- Jugoslovensko podzemlje
- Press: Ljuba Zemunac radio za Udbu, 5. 4. 2009.  Arhivirana inačica izvorne stranice od 19. srpnja 2015. (Wayback Machine) (srp.)